# アレクサンドル・バリャチンスキー

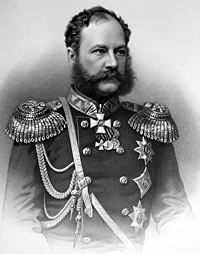
アレクサンドル・バリャチンスキー

アレクサンドル・イワノヴィチ・バリャチンスキー（露: Александр Иванович Барятинский, 英: Aleksandr Ivanovich Baryatinsky, 1815年5月2日 – 1879年2月26日）は、ロシア帝国軍の将軍、元帥（1859年）。公爵。カフカース副王。

## 略歴
外交官のイヴァン・イヴァノヴィチ・バリャティンスキー公爵の長男。父方祖母エカテリーナを通じてデンマーク王家と縁戚関係にあった。
1833年11月8日、バリャチンスキーは17歳で近衛士官学校に入学し、将来の皇帝 アレクサンドル2世付きの親衛隊において近衛少尉の階級を授与された。

### 最初のコーカサス赴任
1835年、彼はカフカースにおいて勇敢さを持って軍務につき、そしてペテルブルクへ帰還すると、その武勇に対し、黄金の剣が褒賞として与えられた。
1836年1月1日、アレクサンドル付きの武官となった。

### 二回目のコーカサス赴任
1845年には再びカフカースに派遣され、そして最も輝かしい武勲を挙げることになる。特にシャミールの拠点への攻撃で、彼は聖ゲオルギー勲章を受章している。
1846年、彼はイワン・パスケヴィチ（Ivan Paskevich）元帥によるクラクフ蜂起（en:Krakow Uprising）の鎮圧を支援した。

### 三回目のコーカサス赴任
1848年から1856年まで、彼はカフカースにおける主要な軍事作戦のすべてにおいて一軍を指揮し、彼の最も注目に値する功績は、1850年のメツェニンスク（Mezeninsk）の勝利と、チェチェンのシャミールに対する作戦であった。彼の精力的な、そして同時に組織的な戦術は、山岳戦の新時代の始まりとなった。
1853年1月6日彼は総務局長（en:adjutant general）に、そして同年7月5日参謀総長に任ぜられ。
1854年、彼はクルブスキ・デレ（Kurbsk Dere）作戦に参加した。
1856年1月1日彼はカフカース軍総司令官となり、そしてカフカース副王となった。統治者として、彼はその高い評判に相応しい働きを見せた。任命から3年で、東カフカースの大部分を平定し、長らく逃げ延びていたシャミールを捕まえることに成功した。バリャチンスキーはまた、ラバ川とベラヤ川の間に住む西カフカース諸部族の多くを征服した。

### 最後
1860年代の初めまでに、彼の健康は非常に悪化し、そして1862年12月6日、彼はその職を辞した。48年間の勤務の後、彼は晩年をジュネーヴで過ごし、そしてこの地で死んだ。 

## 顕彰
聖アンドレイ・ペルヴォズヴァンヌイ勲章、聖アレクサンドル・ネフスキー勲章、白鷲勲章、二等、三等、四等聖ウラジーミル勲章、一等、二等、三等聖アンナ勲章、三等、四等聖ゲオルギー勲章を受章。